# Ermita de Santa María del Monte
La Ermita de Santa María del Monte es una ermita situada a escasos kilómetros de la localidad de Liesa, dentro del término municipal de Siétamo (Huesca).

## Interior del templo

### Pintura
El muro de la Epístola presenta un frontal realizado al fresco terminado a seco y dedicado a Santa Catalina, con escenas de su martirio.

Las pinturas del lado del Evangelio representan, en su parte central, a San Vicente Mártir, y en los laterales, el viaje del propio San Vicente y su obispo Valero a Valencia, con los episodios correspondientes al martirio del joven diácono.

Todas estas excepcionales pinturas corresponden al siglo XIII y fueron las causantes de que el templo fuera declarado Monumento Nacional en 1931.

## Yacimiento arqueológico
Sobre el mismo cerro en el que se halla situada la ermita, se encuentran los restos de un antiguo castro visigodo.

En este mismo yacimiento se encontraron materiales de diferentes épocas, como monedas romanas y musulmanas y otros objetos de la época medieval cristiana. Algunas de estas piezas se hallan en el Museo Arqueológico Provincial de Huesca.

## Referencias

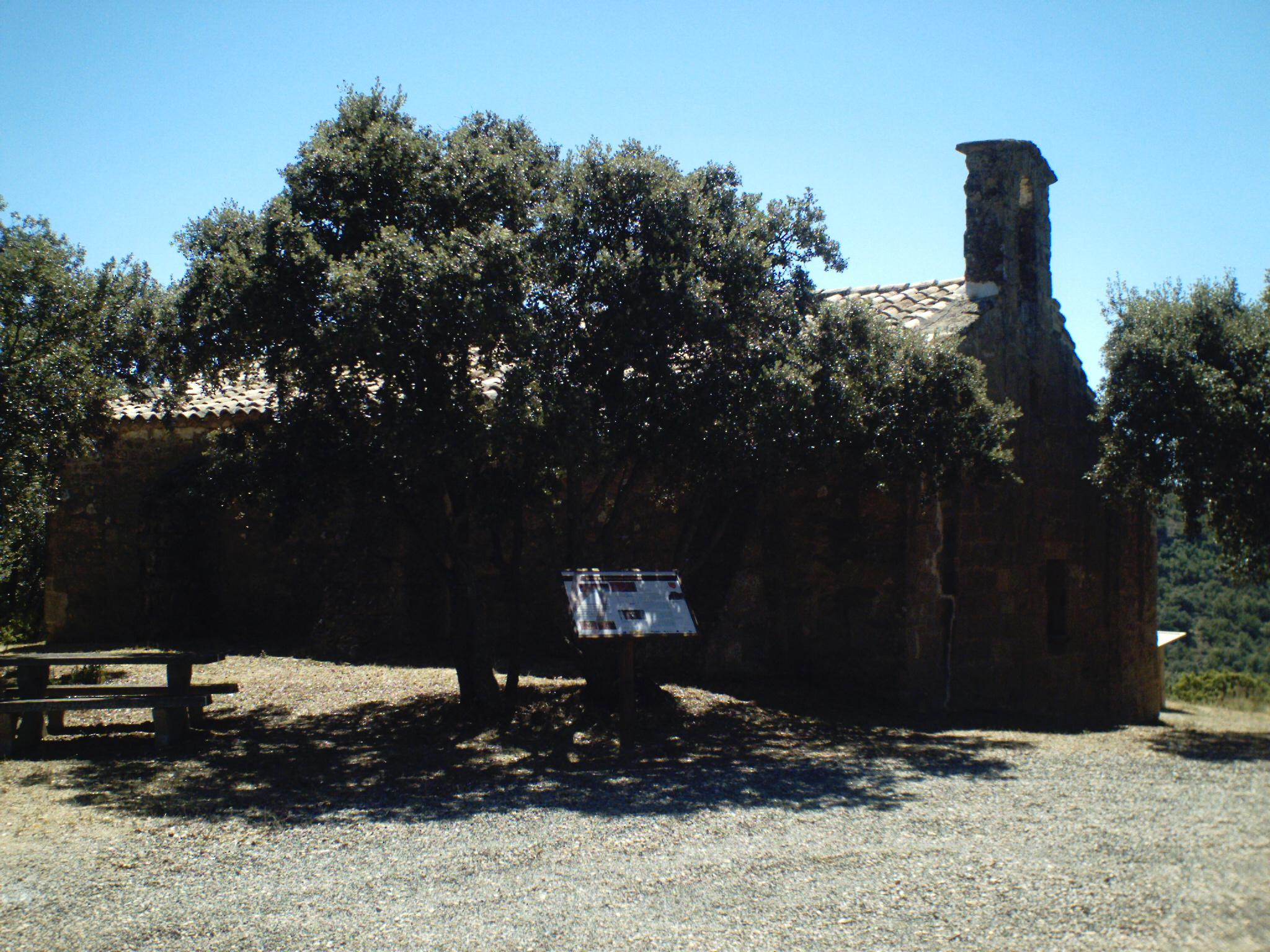
Exterior de la ermita